# Värmlandsbro
Värmlandsbro – miejscowość (tätort) w Szwecji, w regionie administracyjnym (län) Värmland, w gminie Säffle.
Według danych Szwedzkiego Urzędu Statystycznego liczba ludności wyniosła: 273 (31 grudnia 2015), 278 (31 grudnia 2018) i 281 (31 grudnia 2019).